# نادي أوردينغن 05
نادي أوردينغن 05 (بالألمانية: KFC Uerdingen 05)‏ هو نادي كرة قدم ألماني تأسس في 1905 ، يقع مقره الرئيسي في كريفلد، ويلعب في Oberliga Niederrhein ‏.

## وصلات خارجية
- الموقع الرسمي